# Cephalosphaera insularis
Cephalosphaera insularis är en tvåvingeart som beskrevs av José Albertino Rafael 1996. Cephalosphaera insularis ingår i släktet Cephalosphaera och familjen ögonflugor.
Artens utbredningsområde är Dominikanska republiken. Inga underarter finns listade i Catalogue of Life.